# Баскетбольный мяч

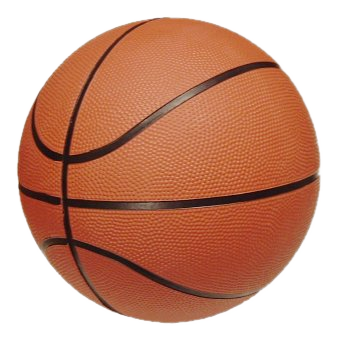
Традиционный 8-панельный баскетбольный мяч

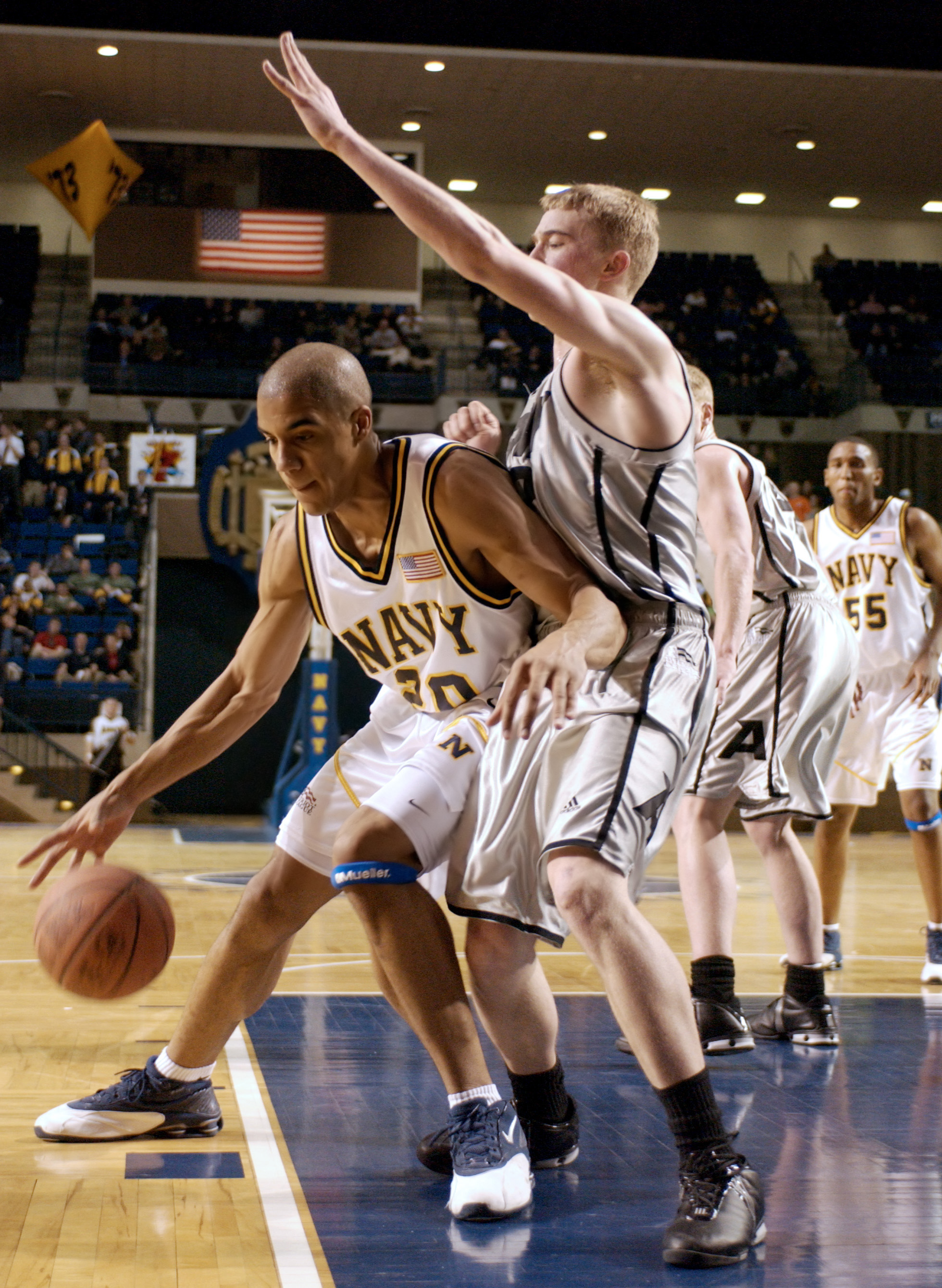
Дриблинг

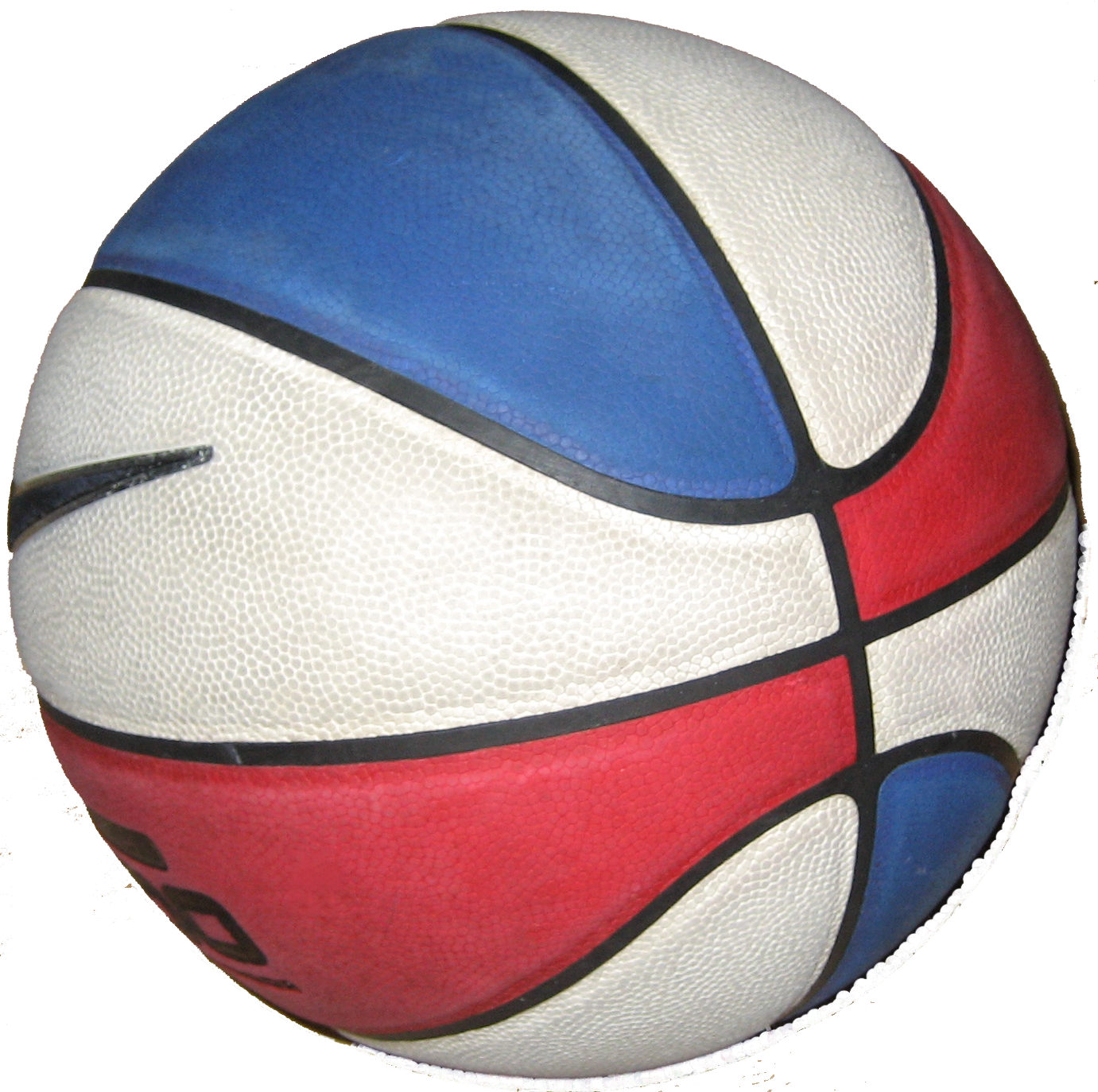
Трёхцветный мяч, использовавшийся в АБА

Баскетбольный мяч — мяч для игры в баскетбол. Мяч должен иметь сферическую форму и быть установленного оттенка оранжевого цвета с традиционным рисунком из восьми вставок и черных швов. Масса мяча (официально принятого размера 7) составляет 567—650 г, окружность — 749—780 мм. Используются также и мячи меньших размеров: в играх мужских команд используются мячи «размер 7», в играх женских команд — «размер 6», в матчах по мини-баскетболу — «размер 5». Баскетбольные мячи бывают двух типов: предназначенные для игры только в помещениях (англ. indoor) и универсальные, то есть пригодные для использования и в помещениях, и на улице (англ. indoor/outdoor).

## Размеры баскетбольных мячей
Принято деление баскетбольных мячей по размерам. Самый большой размер (размер 7) официально принят для соревнований мужских команд.
| Размер   | Длина окружности, мм | Масса, г |
| -------- | -------------------- | -------- |
| Размер 7 | 749—780              | 567—650  |
| Размер 6 | 724—737              | 510—567  |
| Размер 5 | 690—710              | 470—500  |
| Размер 3 | 560—580              | 300—330  |

На баскетбольном мяче имеется приблизительно 35 тысяч точек («пупырышков»).

## Крупнейшие производители мячей

### Spalding

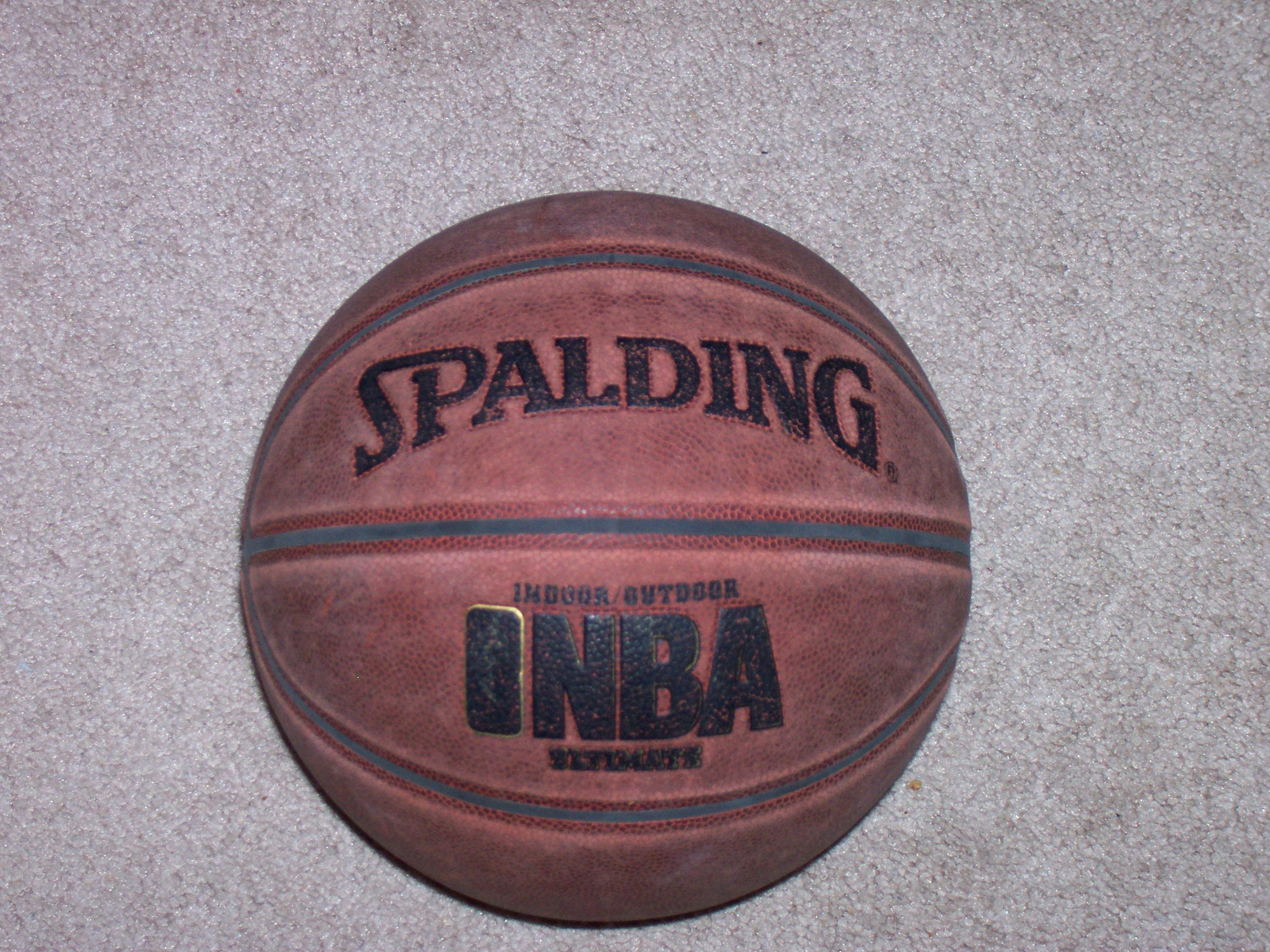
Баскетбольный мяч Spalding

Spalding — производитель спортивного снаряжения из Спрингфилда (Массачусетс). Основатель компании Альберт Спалдинг сделал первый мяч в честь Джеймса Нейсмита на рубеже XIX—XX вв. С тех пор компания Spalding производит баскетбольные мячи, а официальные мячи для Национальной баскетбольной ассоциации — с 1983 года. Spalding — первая компания, выпустившая баскетбольный мяч для официальных игр.
НБА в июне 2006 года ввела на сезон 2006—2007 годов новый официальный игровой мяч. Новинка производства Spalding (Cross Traxxion) имела новый дизайн и новое покрытие, которое, по заявлению производителя, позволяет лучше чувствовать и захватывать мяч во время игры. Этот мяч из искусственных материалов обладает большей устойчивостью, чем его кожаный аналог. НБА решилась на замену игрового мяча впервые за последние 35 лет, и во второй раз за последние 60 сезонов. Однако по настоянию большинства игроков комиссар ассоциации Девид Стерн 11 декабря 2006 года принял решение вернуться к старой кожаной модели мяча.
В 2007 году Spalding стала официальным поставщиком мячей для Мирового тура стритбола Ball4Real. Spalding также производит мячи для потребительского рынка.

### Molten

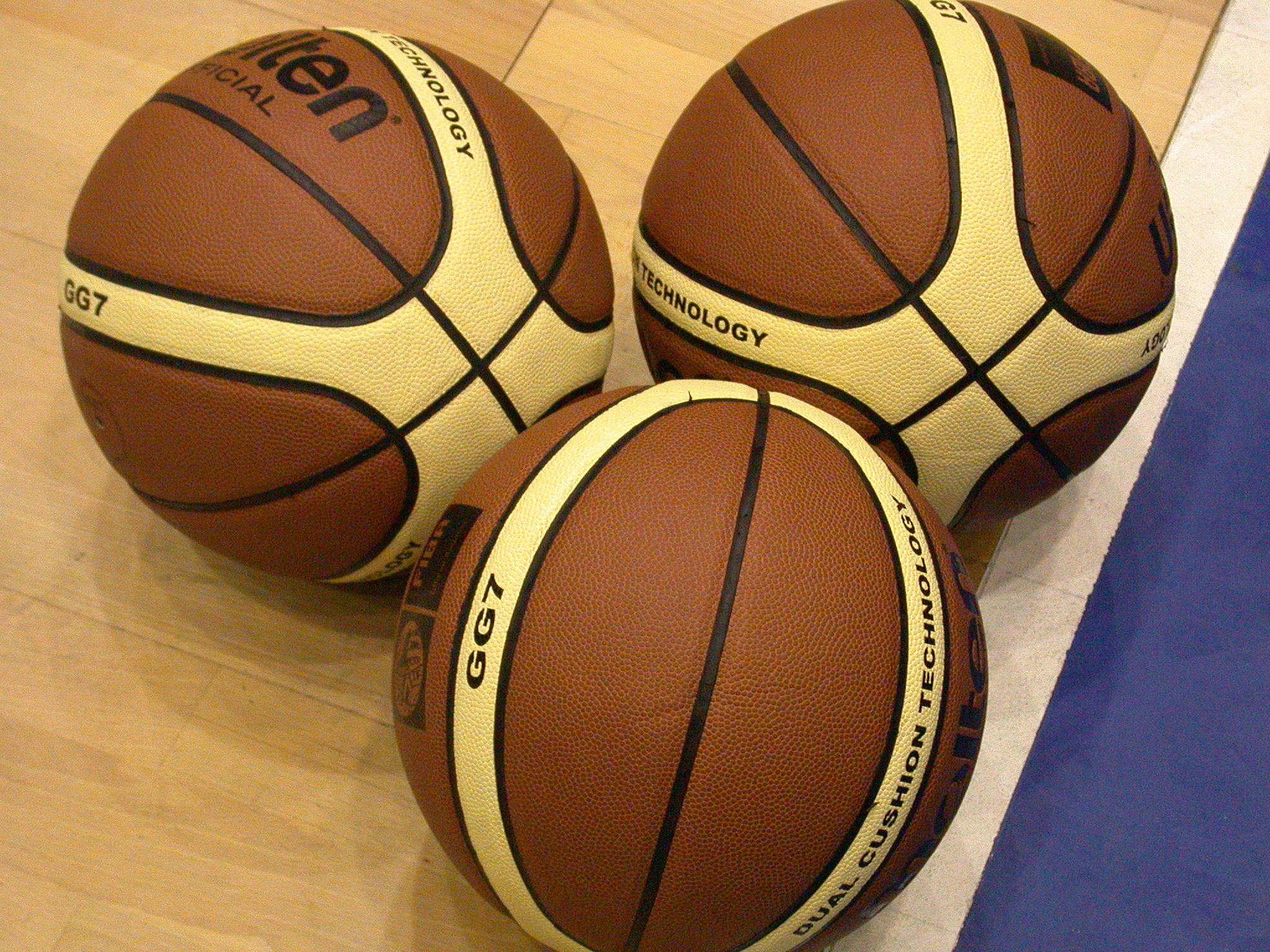
Баскетбольные мячи Molten

Molten Corporation — японский производитель спортивных товаров, являющийся одним из крупнейших производителей мячей для баскетбола, волейбола и футбола, входящий в пятерку лидеров в этой области. Мячи Molten на протяжении более 20 лет являются официальными, эксклюзивными баскетбольными мячами Олимпийских игр. Фирма имеет действующие контракты на производство мячей со:
- всеми мировыми чемпионатами и отборочными играми ФИБА[10];
- всеми событиями, проводимыми ФИБА Азия;
- национальными баскетбольными лигами Аргентины, Австралазии, Германии, Греции, Италии, Литвы, Филиппин, Польши (женщины) и Португалии.

Официальный мяч всех соревнований, проводимых под эгидой РФБ — BGL7-RFB

### Wilson

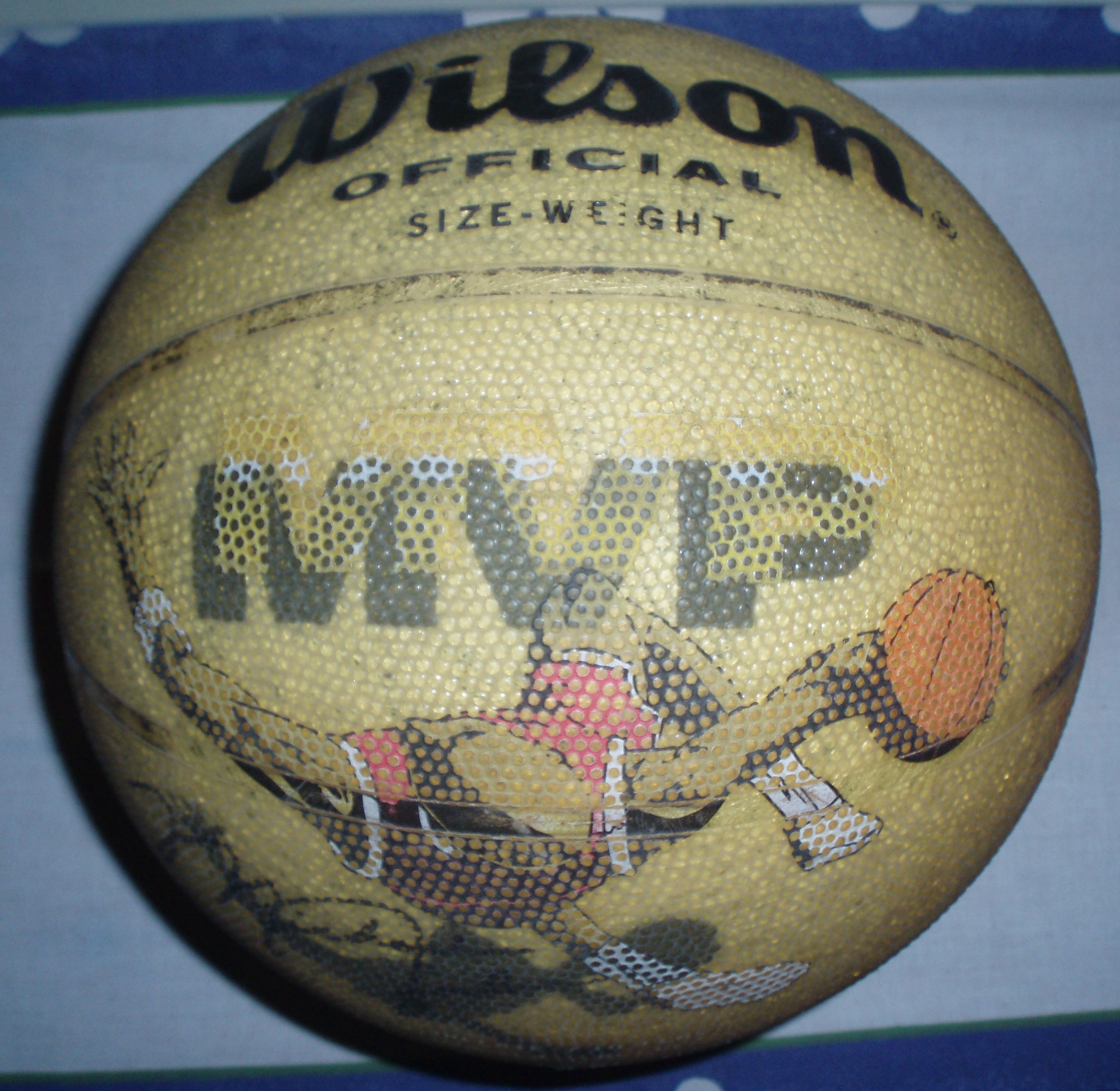
Баскетбольный мяч Wilson

Wilson Sporting Goods — производитель спортивного снаряжения из Чикаго. Компания известна производством высококлассных мячей Solution, получивших своё название за способность к поглощению влаги в течение игры и сохранению контроля. Мячи Solution приняты в качестве официальных для игр в лиге Национальной ассоциации студенческого спорта (НАСС, англ. NCAA) и Московской баскетбольной лиге, используются многими школьными командами в США. Wilson также производит мячи для потребительского рынка.

### Rawlings
Rawlings — американская компания, основанная в 1887 году и производящая баскетбольные мячи с 1902 года. Компания знаменита производством мячей из 10 панелей (модель Ten), в отличие от традиционного 8-панельного мяча. Мячи Ten приняты в качестве официальных на турнирах Любительского спортивного союза (англ. Amateur Athletic Union) и «Газ Мэкер» (англ. Gus Macker) — крупнейшем турнире по стритболу в США.

### Nike
Nike — всемирно известный производитель спортивных товаров. Nike на текущий момент имеет контракт на производство официальных баскетбольных мячей для игр УЛЕБ. В Филиппинах используется как официальный мяч в турнирах Национальной ассоциации студенческого спорта (Филиппины) и Университетской спортивной ассоциации Филиппин (англ. University Athletic Association of the Philippines, UAAP). В соревнованиях используются мячи модели 4005 Official Tournament Balls.